# Stenotarsus malleri
Stenotarsus malleri là một loài bọ cánh cứng trong họ Endomychidae. Loài này được Pic miêu tả khoa học năm 1936.